# 꽃보다 바둑 여왕전
꽃보다 바둑 여왕전은 한국기원이 주최하고 꽃보다 바둑이 후원하는 바둑 기전이다. 꽃보다 바둑 여왕전은 여자 기사들이 직접 지도해 성인들의 큰 호응을 얻고 있는 ‘꽃보다 바둑센터’ 회원들이 여자 프로바둑 발전을 위해 후원을 자청해 대회를 만들었다. 2회 대회부터 단체전 형식으로 변경했다. 

## 대회 방식
- 총 26명이 출전하여, 총 4회전 스위스리그를 통해 12명의 본선 진출자를 가려낸다. 본선에 오른 12명은 6명씩 양대리그를 펼쳐 각조 1위와 2위가 준결승에 진출해 크로스 토너먼트로 우승컵을 다툰다.(1회)
- 단체전 리그는 참가 신청자 중 상위 랭킹시드 12명과 예선을 통과한 8명 등 모두 20명의 선수가 출전한다. 5인 한 팀으로 총 4개팀이 참가하는 이번 대회는 상위 랭커 4명이 각 팀 주장을 맡게 되며 주장은 선수선발식을 통해 팀을 구성한다.

## 대국 규정
- 예선과 본선 모두 각자 1시간, 초읽기 40초 5회가 주어진다.(1회)
- 피셔방식으로 각자 20분에 추가시간 30초가 주어진다.

## 대회 상금
- 우승 300만원, 준우승 180만원, 4강 100만원. 매판 대국료가 지급된다.(1회)
- 우승은 1000만원이며 준우승은 600만원, 3위는 400만원, 4위는 200만원의 상금이 주어진다.

## 역대 우승자
| 회수 | 연도 | 우승       | 전적 | 준우승     |
| ---- | ---- | ---------- | ---- | ---------- |
| 1    | 2016 | 김혜민 7단 | 1:0  | 이슬아 4단 |